# Wilhelm Heinrich Carl Tenhaeff

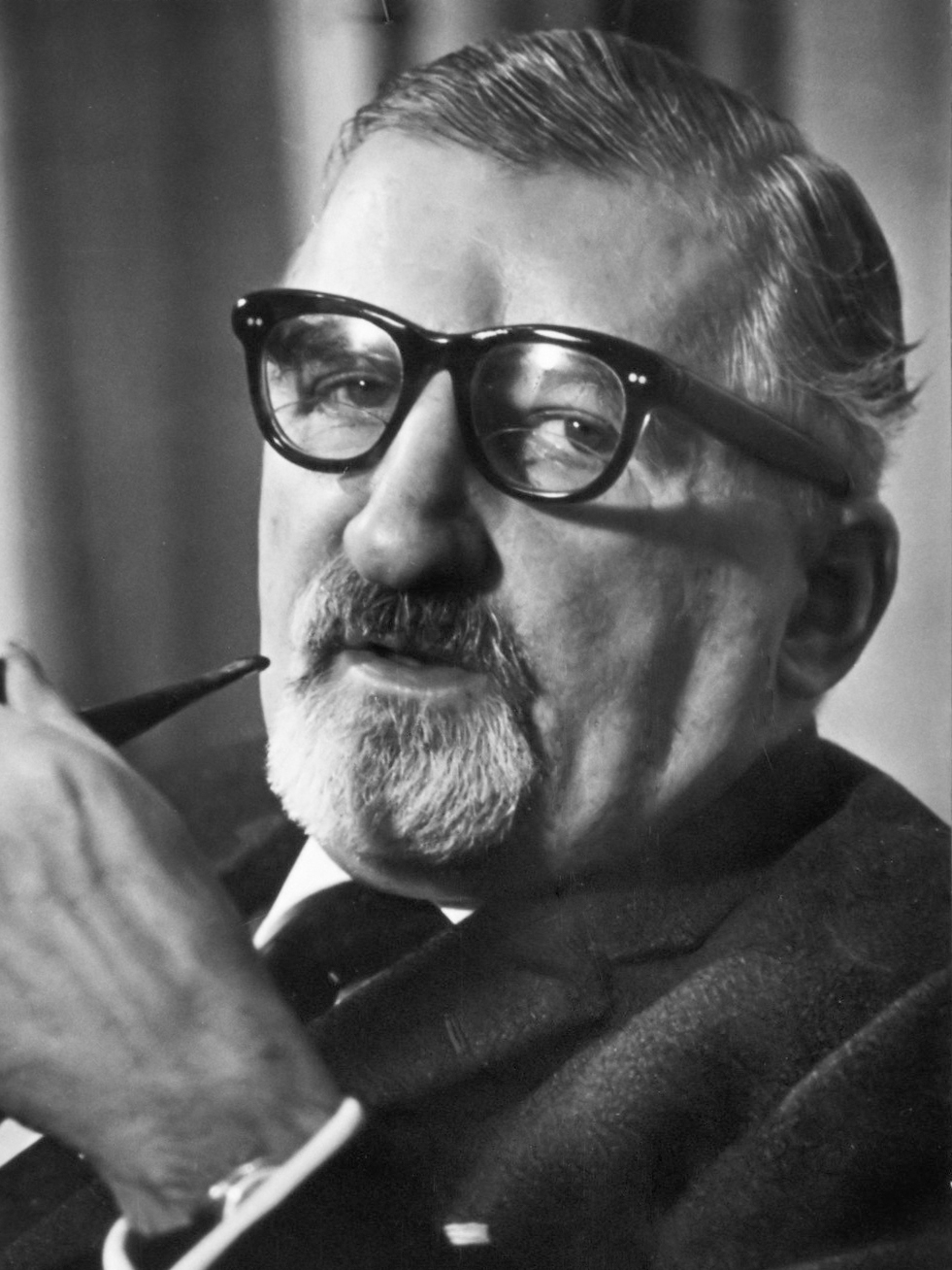
Wilhelm Tenhaeff (1964)

Wilhelm Heinrich Carl Tenhaeff (* 18. Januar 1894 in Rotterdam; † 9. Juli 1981 in Utrecht) war ein niederländischer Parapsychologe und weltweit der erste Inhaber eines Universitäts-Lehrstuhls für Parapsychologie.
Tenhaeff studierte Philosophie, Psychologie und Völkerkunde. 1928 gründete er die Tijdschrift voor Parapsychologie. 1933 promovierte er mit einer Dissertation über außersinnliche Wahrnehmung. Im selben Jahr bekam er einen Lehrauftrag für Parapsychologie an der Universität Utrecht. Während des Zweiten Weltkriegs war er Widerstandskämpfer und ging 1942 in den Untergrund. Nach dem Krieg gründete er ein parapsychologisches Institut an der Universität Utrecht und bekam dort 1953 einen Lehrstuhl für Parapsychologie. Bekannt wurden vor allem seine Forschungen über den niederländischen Paragnosten Gerard Croiset und dessen Platz-Experiment.

## Publikationen (Bücher)
- Het dierlijk magnetisme. 1922
- Hoofdstukken uit de parapsychologie. 1934
- Het spiritisme.  2. Aufl. 1951
- Inleiding tot de parapsychologie. 1957
- De onzienlijke wereld, Den Haag. 1940
- Telepathie en helderziendheid. 1960; deutsch: Hellsehen und Telepathie 1962

## Filmografie
- 1975: Reise ins Jenseits – Die Welt des Übernatürlichen